# Салангана бура
Саланга́на бура (Aerodramus vanikorensis) — вид серпокрильцеподібних птахів родини серпокрильцевих (Apodidae). Мешкає в Південно-Східній Азії і Меланезії.

## Опис
Довжина птаха становить 13 см, розмах крил становить 27 см. вага 11 г. Забарвлення переважно сірувато-коричневе, верхня частина тіла більш темна, нижня частина тіла світліша, особливо на підборідді і горлі.

## Підвиди
Виділяють дванадцять підвидів:
- A. v. aenigma (Riley, 1918) — північ, центр і південний схід Сулавесі, острів Муна, острови Сула[en];
- A. v. heinrichi (Stresemann, 1932) — південь Сулавесі;
- A. v. moluccarum (Stresemann, 1914) — центральні і південні Молуккські острови (Серам, Амбон, Банда, Ґоронґ[en], Таянду[en], Кай[en]);
- A. v. waigeuensis (Stresemann & Paludan, 1932) — північні Молуккські острови (Моротай[en], Хальмахера), острови Раджа-Ампат;
- A. v. steini (Stresemann & Paludan, 1932) —  острови Нумфор[en] і Біак[en];
- A. v. yorki (Mathews, 1916) — Нова Гвінея, острови Ару і Япен;
- A. v. tagulae (Mayr, 1937) — острови Д'Антркасто, архіпелаг Луїзіада, острови Тробріана, острови Вудларк[en];
- A. v. coultasi (Mayr, 1937) — острови Адміралтейства, острови святого Маттія[en];
- A. v. pallens (Salomonsen, 1983) — острови Нова Британія, Нова Ірландія, Дьяул[en], Новий Гановер[en];
- A. v. lihirensis (Mayr, 1937) — острови архіпелагу Бісмарка на схід від Нової Ірландії (Ліхір, Фені[en], Табар[en], Нугурія);
- A. v. lugubris (Salomonsen, 1983) — Соломонові острови (від Буки до Реннелла і Макіри);
- A. v. vanikorensis (Quoy & Gaimard, 1832) — острови Темоту і Вануату.

Сірі салангани раніше вважалися конспецифічними з бурими саланганами, однак були визнані окремим видом.

## Поширення і екологія
Бурі салангани мешкають на островах Індонезії, Папуа Нової Гвінеї, Соломонових Островів і Вануату, бродячі птахи спостергалися на островах Торресової протоки і на півострові Кейп-Йорк на півночі Австралії. Вони живуть переважно у вологих тропічних лісах. Живляться комахами, яких ловлять в польоті, переважно мурахами. Гніздяться в печерах, формують гніздові колонії.